# 순천시 (2000년 선거구)
순천시는 대한민국의 옛 국회의원 선거구이다. 당시 전라남도 순천시 일대를 관할했다.

## 역사
대한민국 제16대 국회의원 선거를 앞두고 순천시 갑, 순천시 을 선거구가 통합되면서 신설되었다.
제19대 국회의원 선거를 앞두고 곡성군 지역과 함께 순천시·곡성군 선거구를 이루게 됨에 따라 폐지되었다.

## 역대 국회의원
| 선거   | 정당 | 정당         | 의원   |
| ------ | ---- | ------------ | ------ |
| 2000년 |      | 새천년민주당 | 김경재 |
| 2004년 |      | 열린우리당   | 서갑원 |
| 2008년 |      | 통합민주당   | 서갑원 |
| 2011년 |      | 민주노동당   | 김선동 |

## 역대 선거 결과

### 대한민국 제16대 국회의원 선거
|  | 57.79% |

|  | 38.16% |

|  | 2.85% |

|  | 1.17% |

### 대한민국 제17대 국회의원 선거
|  | 49.81% |

|  | 29.57% |

|  | 15.76% |

|  | 3.78% |

|  | 0.63% |

|  | 0.42% |

### 대한민국 제18대 국회의원 선거
|  | 77.45% |

|  | 12.10% |

|  | 5.57% |

|  | 4.85% |

### 2011년 대한민국 재보궐선거
|  | 36.24% |

|  | 21.72% |

|  | 15.88% |

|  | 11.47% |

|  | 8.33% |

|  | 3.90% |

|  | 2.43% |